# Liste der Kulturdenkmale in Kirchnüchel
In der Liste der Kulturdenkmale in Kirchnüchel sind alle Kulturdenkmale der schleswig-holsteinischen Gemeinde Kirchnüchel (Kreis Plön) aufgelistet (Stand: 10. März 2025).

## Legende
In den Spalten befinden sich folgende Informationen:
- Objekt-ID: die Nummer des Kulturdenkmales
- Lage: die Adresse des Kulturdenkmales und die geographischen Koordinaten. Kartenansicht, um Koordinaten zu setzen. In der Kartenansicht sind Kulturdenkmale ohne Koordinaten mit einem roten Marker dargestellt und können in der Karte gesetzt werden. Kulturdenkmale ohne Bild sind mit einem blauen Marker gekennzeichnet, Kulturdenkmale mit Bild mit einem grünen Marker.
- Offizielle Bezeichnung: Bezeichnung des Kulturdenkmales
- Beschreibung: die Beschreibung des Kulturdenkmales
- Bild: ein Bild des Kulturdenkmales

## Sachgesamtheiten
| Objekt-ID      | Lage                                       | Offizielle Bezeichnung | Beschreibung | Bild                             |
| -------------- | ------------------------------------------ | ---------------------- | --- | -------------------------------- |
| 40798 Wikidata | Kirchnüchel (54° 12′ 17″ N, 10° 40′ 42″ O) | Kirche St. Marien      | Aktualisierung vorgesehen - Begründung: geschichtlich, künstlerisch, städtebaulich, Kulturlandschaft prägend - Schutzumfang: Kirche St. Marien mit Ausstattung, Brockdorff-Mausoleum, Kirchhof, Grabmale bis 1870, Lindenkranz, Feldsteinböschungsmauer | weitere Fotos \| Fotos hochladen |

## Bauliche Anlagen
| Objekt-ID     | Lage                                           | Offizielle Bezeichnung            | Beschreibung | Bild                             |
| ------------- | ---------------------------------------------- | --------------------------------- | --- | -------------------------------- |
| 4786 Wikidata | Altharmhorst 15 (54° 13′ 37″ N, 10° 39′ 50″ O) | Wohn- und Wirtschaftsgebäude      | Wohn- und Wirtschaftsgebäude; 1859; langgestreckter Fachwerkbau mit hart gedecktem tiefgezogenem Halbwalmdach, die Giebelseiten massiv gemauert, Grotdör nach Nordwesten mit geschweifter Traufe und flankierenden rundbogigen Stalltüren - Begründung: geschichtlich, Kulturlandschaft prägend - Schutzumfang: gesamtes Objekt - Denkmaltyp: Bauliche Anlage | BW                               |
| 5101 Wikidata | Kirchnüchel 2 (54° 13′ 37″ N, 10° 39′ 50″ O)   | Gasthaus „Marienquelle“           | Gasthaus „Marienquelle“; von 1867; eingeschossiger traufständiger Backsteinbau von sieben Achsen mit pfannengedecktem Kurzwalmdach und mittigem übergiebeltem Risalit - Begründung: geschichtlich, städtebaulich, Kulturlandschaft prägend - Schutzumfang: Gasthaus "Marienquelle", Nebengebäude - Denkmaltyp: Bauliche Anlage | Fotos hochladen                  |
| 2827 Wikidata | Kirchnüchel (54° 12′ 17″ N, 10° 40′ 42″ O)     | Kirche St. Marien mit Ausstattung | Die evangelische Kirche wurde im dritten Viertel des 13. Jahrhunderts erbaut. Bis zur Reformation war die Kirche eine Wallfahrtskirche. Im Inneren befindet sich eine Taufe aus der Zeit um 1680/1690. Eine kleine Madonna aus Elfenbein aus dem 15. Jahrhundert wurde als Wallfahrtbild verehrt. Alteintragung (Aktualisierung vorgesehen) - Begründung: geschichtlich, künstlerisch, städtebaulich - Schutzumfang: gesamtes Objekt - Denkmaltyp: Bauliche Anlage, Sachgesamtheit: Kirche St. Marien   | weitere Fotos \| Fotos hochladen |
| 3288 Wikidata | Kirchnüchel (54° 12′ 17″ N, 10° 40′ 42″ O)     | Brockdorff-Mausoleum              | Die Grabkapelle des Grafen Cai Lorenz von Brockdorff auf Kletkamp († 1725) wurde wahrscheinlich 1697 errichtet. Die Kapelle ist freistehend, hat aber eine Verbindung zum Chor der Kirche. Über dem Raum befindet sich ein Spiegelgewölbe. In der Gruft stehen zwei Sandsteinsarkophage. Alteintragung (Aktualisierung vorgesehen) - Begründung: geschichtlich, künstlerisch - Schutzumfang: Alteintragung (Aktualisierung vorgesehen) - Denkmaltyp: Bauliche Anlage, Sachgesamtheit: Kirche St. Marien | weitere Fotos \| Fotos hochladen |

## Gründenkmale
| Objekt-ID      | Lage                                       | Offizielle Bezeichnung | Beschreibung | Bild            |
| -------------- | ------------------------------------------ | ---------------------- | --- | --------------- |
| 21224 Wikidata | Kirchnüchel (54° 12′ 17″ N, 10° 40′ 41″ O) | Kirchhof               | Alteintragung (Aktualisierung vorgesehen) - Begründung: geschichtlich, Kulturlandschaft prägend - Schutzumfang: Kirchhof, Grabmale bis 1870, Lindenkranz, Feldsteinböschungsmauer - Denkmaltyp: Gründenkmal, Sachgesamtheit: Kirche St. Marien | Fotos hochladen |

## Quelle
- Liste der Kulturdenkmale in Schleswig-Holstein – Kreis Plön (PDF)

- Karte mit allen Koordinaten:
- OSM |
- WikiMap